# Hannah Hart
Hannah Maud Hart (nascida em 2 de novembro de 1986, Burlingame, California, EUA), as vezes chamada de Harto, é uma personalidade americana da internet, comediante, autora e atriz. Ela é mais conhecida por estrelar My Drunk Kitchen, uma série semanal no YouTube em que ela cozinha algo enquanto está bêbada. Além de seu canal principal, ela também tem um segundo canal onde ela fala sobre a vida em geral e dá suas opiniões sobre vários temas. Ela co-produziu e estrelou a comédia independente filme Camp Takota, lançado em 2014. Ela escreveu uma paródia do livro de receitas que foi um New York Times best-seller, por cinco semanas, em agosto–setembro de 2014.

## Carreira

### My Drunk Kitchen
My Drunk Kitchen tem seu início em Março de 2011, quando Hart foi na casa de sua irmã, e estava conversando com uma amiga pela webcam. Hart usou o seu computador Macintosh para gravar-se enquanto ela bebe vinho ao tentar fazer um sanduíche de queijo grelhado sem qualquer queijo. Hart enviou o vídeo para o YouTube como o My drunk kitchen. Dentro de poucos dias, o vídeo tinha acumulado 100.000 visualizações. Os espectadores começaram a perguntar para mais um "episódio", e Hart cumpriu com mais gravações. Para estabelecer o upload inicial como o primeiro episódio de uma série, ela rebatizado de "Butter Yo shit." em julho de 2011, o My drunk kitchen reuniu mais de 800.000 acessos, ganhando Hart uma parceria com o YouTube.
Hart já recebeu vários convidados famosos em My drunk kitchen, incluindo o chef Britânico Jamie Oliver, a atriz Mary-Louise Parker), o ator/host Chris Hardwick, o youtuber Tyler Oakley, o ex - NSYNC membro Lance Bass, e autor John Green, que, posteriormente, escreveu o prefácio para Hart livro de receitas.  A comediante Sarah Silverman também foi destaque no show em dezembro de 2014, em um episódio que demonstrou a terapêutica e o uso medicinal da cannabis.
Novos episódios de My Drunk kitche são enviados a cada quinta-feira Hart do canal principal. Em 2013, o  3° Streamy Awards, Hart ganhou o Prêmio para Melhor atriz em uma Comédia. Em 2014, Hart co-organizou a 4° Streamy Awards  com seu colega Grace Helbig.
Até abril de 2015, Hart primeiro episódio, "Butter Yo Shit teve 3,6 milhões de visualizações. O canal Dela MyHarto tem mais de 2,3 milhões de assinantes e mais de 206 milhões de visualizações.

### Hello Harto: The Tour Show (Olá Harto: A turnê)
Em 2 de janeiro de 2013, Hannah postou um vídeo no YouTube dizendo que ela estava pensando em fazer uma turnê mundial. Ela lançou uma campanha para financiar essa viagem no Indiegogo, com o objetivo de obter us $50.000 dentro de um mês. Depois de algumas horas, a meta de $50.000 foi cumprida. Hart decidiu manter o financiamento, e sua data final foi 2 de fevereiro de 2013. De acordo com o tanto de dinheiro arrecadado, a turnê seria expandido para o Canadá, Europa e Austrália. A partir do dia 2 de fevereiro, ela tinha arrecadado mais de us $220.000. A turnê começou em abril de 2013.
Hello Harto: The Tour Show consiste de três partes: vlog, viagens, e cozinha. Hart carrega vários vídeos sobre sua experiência de viagem em seu segundo canal do YouTube, YourHarto. O vlog (uma recapitulação da cidade em que ela está) é enviado a cada terça-feira para o seu canal principal, MyHarto no youtube. Os episódios são gravados na casa de um anfitrião, em cada cidade que ela visita, eles foram enviados nas quinta-feiras, também para seu canal principal.
A equipe é composta por quatro pessoas; Hannah Hart (host), Pearl Wible (produtor), Sam Molleur (diretor) e Nick Underwood (motorista). A música-tema para a turnê, foi escrita por Hart, acompanhado de um video, que tinha a participação de fans em seus lugares favoritos . A música se chama "Don't Wait to say Hello".
Depois de receber feedback negativo a partir de uma minoria de fãs que reclamaram sobre a falta de lugares, Hannah enviou um video chamado "The real hello harto" no seu canal principal, dando a seus fãs um olhar exclusivo por trás das telas de um dia normal no Olá Harto tour. O vídeo explicou o trabalho que faz produzir vídeos de conteúdo.
Em novembro de 2014, Hart começou a enviar mais episódios de sua viagem da Austrália e Nova Zelândia. Estes episódios foram a partir de uma viagem que demorou quase um ano antes, que foi patrocinada pelo Contiki, juntamente com outros criadores de conteúdo.

### No filter (Nenhum filtro)

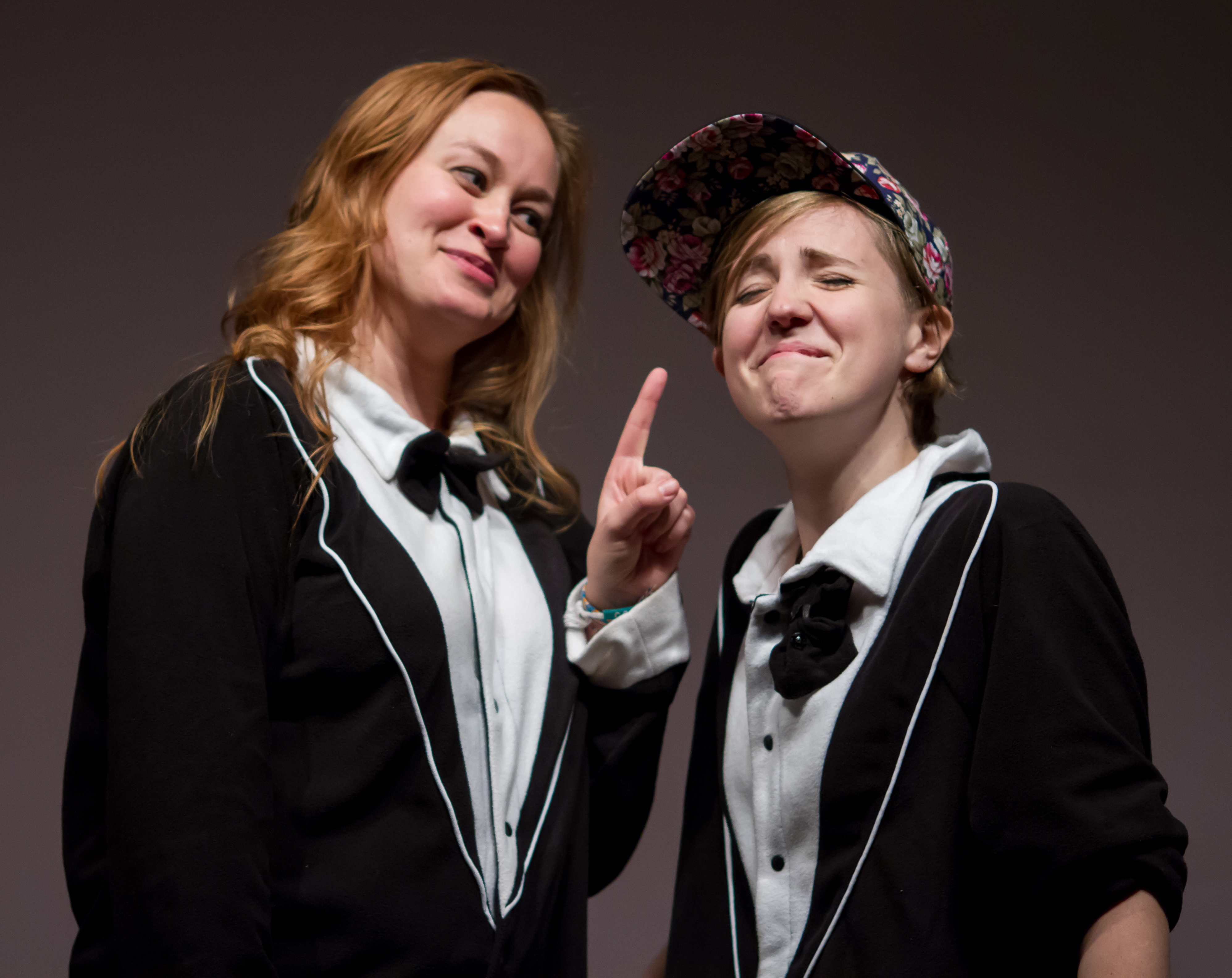
Mamrie Hart (sem relação) e Hannah Hart no palco de No filter em dezembro de 2013, realizada em Portland, Oregon

Em 2 de fevereiro de 2013, Hannah Hart realizou um show de comédia com as suas melhores amigas, Grece Helbig e Mamrie Hart, no NerdMelt, Los Angeles. O público foi estimulado a gravar o show, em suas câmeras e celulares, e enviar para sites de mídias sociais com a tag #NoFilterShow. O show rapidamente ganhou popularidade através do Tumblr e YouTube. Os 75 minutos de show, foram realizada uma segunda vez no evento PlayList Live em Março de 2013. Os fãs estavam, em geral, exigindo que o trio saísse em turnê, decidiram então tomar #NoFilterShow na estrada, sincronizando as datas da turnê com Hannah Hello Harto. 

### Camp Takota
No dia 2 de agosto de 2013 Hannah anunciou no palco principal do evento VidCon em 2013, e que ela iria estrelar seu primeiro filme ao lado de amigos de Grece Helbig e Mamrie Hart (sem relação). O filme de comédia Camp Takota que é interpretado por Elise (Grace helbig) como uma jovem que é obrigada a abandonar seu trabalho na cidade grande, e voltar para seu antigo acampamento de verão onde ela se reencontra com os velhos amigos, Allison (interpretado por Hannah) e Maxine (interpretado por Mamrie). O filme, dirigido por Chris e Nick Riedell, começou a ser filmado na Califórnia, no dia 12 de agosto, 2013. Michael Goldfine de Rockstream Studios produziu o filme, juntamente com outros oito incluindo Hannah Hart, Grace Helbig e Mamrie Hart que serviu como produtores executivos. O filme oficial do trailer foi lançado em dezembro 24, 2013. Camp Takota foi lançado via download digital no filme do site em 14 de fevereiro de 2014.

### Livros
Em agosto de 2014, Hart lançou seu primeiro livro, uma paródia de um livro de auto-ajuda. O livro foi intitulado como My drunk Kitchen: Um Guia para Comer, Beber e Ir com Seu Intestino. Hart, o descreveu como "auto-ajuda paródia encontra-se com o bêbado cozinhando O livro entrou para o New York Times best-sellers , em sexto lugar, na categoria "Conselhos, De Como fazer E Diversos"a, e ficou por mais duas semanas em agosto de 2014. Autor John Green escreveu o prefácio, dizendo: "eu desafio qualquer um a ler este surpreendente livro útil e não se apaixonar loucamente por Hart"

### Colaborações
Em 26 de fevereiro de 2015, foi anunciado através de vários meios de comunicação que Hart co-estrela com Grace helbig em um reboot da década de 1970, Sid e Marty Krofft live-action de ficção científica para crianças,Mulher Elétrica e a Garota Dínamo.

### Dirty Thirty
No dia 28 de outubro, 2015, Hart anunciou que ela, junto com a Grace Helbig e Mamrie Hart, estavam fazendo um filme que está sendo produzido pela Lions Gate Entertainment. O filme é chamado de Dirty Thirty e é sobre uma festa que deu errado. O filme está sendo lançado em 2016.

## Discografia
Solos
- Show Me Where Ya Noms At  (2011)
- Oh Internet (2012)
- Cheese Pleasin Me (2012)
- Ur a 1z (2013)
- Summer Jam (2015)

## Vida pessoal
Hart tem uma irmã mais velha chamada Naomi e uma jovem meia-irmã, chamada Maggie. Após o ensino médio,  ela viveu no Japão no outono de 2006.Ela frequentou a faculdade em Berkeley e se formou em Maio de 2009, com dois graus; uma em literatura inglesa e um no idioma Japonês. Após a sua graduação, Hart mudou-se para Brooklyn, Nova York, para prosseguir uma carreira de escritora.Ela acabou virando revisora de Japones e Inglês, para uma empresa de Manhattan de tradução, em vez de seu sonho inicial. Dentro de dois meses do lançamento de seu canal no youtube, ela se tornou parceira do YouTube, e se demitindo de seu trabalho para se concentrar em My Drunk Kitchen. Ela se mudou para Los Angeles e viviam com seus companheiros de quarto, até que ela se mudou para casa propria em 2013. Hannah é abertamente lésbica. 
De setembro de 2015 até janeiro de 2016 ela namorou a youtuber Ingrid Nilsen, hoje se encontra em um relacionamento com Ella Mielniczenko.

## Prêmios e indicações
| Ano  | Cerimônia         | Categoria                | Trabalho         | Resultado | Ref.  |
| ---- | ----------------- | ------------------------ | ---------------- | --------- | ----- |
| 2013 | Shorty Awards     | O melhor da Mídia Social | Hannah Hart      | Indicado  | [ 5 ] |
| 2013 | 3° Streamy Awards | Melhor Atriz: Comédia    | My Drunk Kitchen | Venceu    | [ 6 ] |
| 2014 | 4° Streamy Awards | Melhor Comédia           | My Drunk Kitchen | Venceu    | [ 2 ] |
| 2016 | Shorty Awards     | Melhores Alimentos       | Hannah Hart      | Venceu    | [ 7 ] |